# 벤즈이미다졸린
벤즈이미다졸린(영어: benzimidazoline)은 벤젠 고리와 이미다졸린 고리가 융합된 두 개의 고리 구조를 특징으로 하는 헤테로고리 화합물이다. 벤즈이미다졸린의 화학식은 C7H8N2이다.

## 같이 보기
- 벤즈이미다졸